# Herboristeria Llobet
L'Herboristeria Llobet és un edifici de Barcelona protegit com a Bé Cultural d'Interès Local.

## Descripció
L'establiment ocupa el local d'un l'edifici d'estil neoclàssic de meitat del segle xix. Disposa d'una única obertura al carrer.
L'exterior presenta uns porticons de fusta pintada plegables. La porta de dues fulles reculada crea un petit vestíbul exterior amb aparadors laterals. La composició del conjunt és simètrica amb un sòcol plafonat, tres seccions horitzontals de vidre fins a la llinda i un cos superior de vidre translúcid.
A l'interior destaca el moble de fusta que cobreix les parets amb calaixera inferior de quatre nivells i prestatges de fusta. Aquests disposen d'unes proteccions, també de fusta, de forma circular amb el nom de les herbes retolat. Una cornisa decorada amb relleu de diamants tanca el moble. El paviment de rajola hidràulica de tonalitats vermelloses ocupa la botiga i el vestíbul exterior. A la banda del mostrador hi ha un taulell de fusta amb sobre de marbre blanc.